# Беццоне
Беццоне (итал. Bezzone) — медная венецианская монета номиналом в 6 багатино или ½ сольдо.
В Венеции с 1525 года чеканили маленькую монету беццо из низкопробного серебра номиналом в 6 багатино или ½ сольдо. Её диаметр около 13 мм послужил основой для её названия от иллирийского слова «Becs», обозначающего «маленькую монету». В 1609 году была выпущена медная монета большего размера (23 мм), но того же номинала, что и беццо. Она и получила название беццоне. Монета получила широкое распространение как на территории метрополии, так и в венецианских колониях. Большое количество беццоне чеканили для Далмации, Албании, Мореи и Кандии.
Выделяют несколько монетных типов данной монеты. На самых ранних беццоне аверс содержал цифру 6 и изображение коленопреклонённого дожа. На реверсе находилась статуя Иисуса Христа. С 1619 года вместо дожа на монету стали помещать мадонну с младенцем, а Иисуса Христа заменил апостол Марк. Последние выпуски содержали на реверсе изображение символа Венеции льва святого Марка. Вес монеты в разные годы колебался от 2,27 до 3,9 г.